# Calhoun (Illinois)
Calhoun è un villaggio dell'Illinois.